# Antoine de Ferriol de Pont-de-Veyle
Pour les articles homonymes, voir Ferriol.
Antoine de Ferriol de Pont-de-Veyle, né à Pont-de-Veyle le 1er octobre 1697 et mort à Paris le 2 septembre 1774, est un auteur dramatique et administrateur français.

## Sa vie et son œuvre
Son père est Augustin de Ferriol d'Argental (1653-1737), président à mortier du tribunal de Metz en 1720, et sa mère est Marie-Angélique de Tencin, sœur du cardinal et de  Mme de Tencin. Le comte d'Argental, ami de Voltaire, était son frère cadet. Charlotte Aïssé, achetée enfant à Constantinople par son oncle l'ambassadeur Charles de Ferriol est élevée avec eux.
Au moment où il termine ses études au collège des jésuites, son habitude de composer à tout propos des chansons parodiques conduisent ses parents, qui le destinaient au barreau, à lui acheter plutôt une charge de lecteur de la chambre du roi. « Né sans ambition, écrit Jean-Marie-Bernard Clément, M. de Pont-de-Veyle comptait passer sa vie dans une douce inaction : il en fut tiré par l’amitié. » Cette amitié est celle du secrétaire d'État de Louis XV, Maurepas, qui le persuade d’accepter les fonctions d’intendant général des classes de la Marine. 
Il n’en continue pas moins de composer des chansons, scènes d'opéra, prologues, compliments, poèmes facétieux, tel celui-ci, improvisé lors d'une excursion au château de L'Isle-Adam avec le prince de Conti, un jour où toute la compagnie se trouve habillée en gris et a sans doute beaucoup bu :
[...] Un philosophe en ses écrits

Dit que de tout il est surpris ;

Mais un buveur a tout compris :

On est heureux quand on est gris.

Messieurs, faisons honneur aux gris,

Vous en connaissez tout le prix ;

Et que chacun chante à grands cris :

On est heureux quand on est gris.

Chantons tous la gloire des gris,

On n'en trouve plus dans Paris.

Honneur aux gris ; soyons tous gris :

On est heureux quand on est gris.
{|
[...] Un philosophe en ses écrits

Dit que de tout il est surpris ;

Mais un buveur a tout compris :

On est heureux quand on est gris.

Messieurs, faisons honneur aux gris,

Vous en connaissez tout le prix ;

Et que chacun chante à grands cris :

On est heureux quand on est gris.

Chantons tous la gloire des gris,

On n'en trouve plus dans Paris.

Honneur aux gris ; soyons tous gris :

On est heureux quand on est gris.
|}
Pont-de-Veyle est l'auteur de plusieurs comédies, dont trois, parues anonymement, sont représentées sur scène et connaissent en leur temps un certain succès : Le Complaisant, Le Fat puni et Le Somnambule. On lui attribue par ailleurs des comédies jouées en société, telles que Le Marchand d'orvietan et l'operateur, Les Noces d'Isabelle, Le Père respecté, Le Comte de Mareille, Parade du tailleur.
Outre le salon de Claudine de Tencin, sa tante, il fréquente assidûment celui de la comédienne Quinault cadette et celui de Madame du Deffand. Cette dernière écrit en apprenant sa mort : « Il mourut avant-hier entre onze heures et minuit. Je l'avais quitté à huit heures. Je n'en espérais plus rien, mais je ne croyais pas sa fin si prochaine. C'était une connaissance de cinquante-cinq ans, et depuis plusieurs années il était devenu mon ami intime. »

## Théâtre
- Le Complaisant, comédie en 5 actes et en prose, Paris, Théâtre de la rue des Fossés Saint-Germain, 29 décembre 1732.
- Le Fat puni, comédie avec un divertissement, Paris, Théâtre de la rue des Fossés Saint-Germain, 14 avril 1738.
- Le Somnambule, comédie en 1 acte, en prose, Paris, Théâtre de la rue des Fossés Saint-Germain,  19 janvier 1739 .